# Lycophidion multimaculatum
Lycophidion multimaculatum (плямиста вовча змія) — вид змій родини Lamprophiidae. Мешкає в Центральній Африці.

## Поширення і екологія
Плямисті вовчі змії мешкають в Камеруні, Габоні, Республіці Конго, Демократичній Республіці Конго, Танзанії, Замбії, Анголі і Намібії (смуга Капріві). Вони живуть в саванах, на висоті від 510 до 2450 м над рівнем моря. Ведуть нічний, наземний спосіб життя. Живляться ящірками, зміями і черв'яками. Відкладають яйця.